# Городские населённые пункты Тверской области
В состав Тверской области России входит 51 городской населённый пункт, в том числе:
- 23 города, среди которых выделяются:
  - 4 города областного значения (в списке выделены оранжевым цветом) — в рамках организации местного самоуправления образуют отдельные городские округа,
  - 10 городов окружного значения (в списке выделены серым цветом) — в рамках организации местного самоуправления образуют отдельные городские округа (5) или муниципальные округа (5),
  - 10 городов районного значения — в рамках организации местного самоуправления входят в соответствующие муниципальные районы и образуют одноимённые городские поселения в составе последних;
- 28 посёлков городского типа, среди которых выделяются:
  - 2 пгт со статусом закрытого административно-территориального образования (ЗАТО) — в списке пгт выделены серым цветом — в рамках организации местного самоуправления образуют отдельные городские округа.

Названия административно-территориальных единиц, которые включают городские населённые пункты, даны по поправкам к Уставу Тверской области от 29 октября 2020 года № 23-ПУ. Названия эти в целом повторяют названия соответствующих муниципальных образований, за исключением ЗАТО.
Сокращения:
- гор.округ — городской округ;
- мун.округ — муниципальный округ;
- мун.район — муниципальный район;
- ЗАТО — закрытое административно-территориальное образование.

## Города
| №  | название       | район / округ             | мун.район / гор./мун. округ | население (чел.) | основание / первое упоминание | статус города | герб | прежние названия                  |
| -- | -------------- | ------------------------- | --------------------------- | ---------------- | ----------------------------- | ------------- | ---- | --------------------------------- |
| 1  | Андреаполь     | Андреапольский мун.округ  | Андреапольский мун.округ    | ↗6956            | 1907                          | 1967          |      | Андреяполь                        |
| 2  | Бежецк         | Бежецкий мун. район       | Бежецкий мун.район          | ↗21 466          | 1137                          | 1775          |      | Городецк (до 1766)                |
| 3  | Белый          | Бельский мун.район        | Бельский мун.район          | ↗3125            | 1350                          | 1350          |      |                                   |
| 4  | Бологое        | Бологовский мун.район     | Бологовский мун.район       | ↘20 234          | 1495                          | 1918          |      |                                   |
| 5  | Весьегонск     | Весьегонский мун.округ    | Весьегонский мун.округ      | ↗6330            | 1564                          | 1776          |      |                                   |
| 6  | Вышний Волочёк | Вышневолоцкий гор.округ   | Вышневолоцкий гор.округ     | ↗45 830          | 1471                          | 1770          |      |                                   |
| 7  | Западная Двина | Западнодвинский мун.округ | Западнодвинский мун.округ   | ↗7869            | 1900                          | 1937          |      |                                   |
| 8  | Зубцов         | Зубцовский мун.район      | Зубцовский мун.район        | ↗6217            | 1216                          | 1216          |      |                                   |
| 9  | Калязин        | Калязинский мун.район     | Калязинский мун.район       | ↗12 621          | 1434                          | 1775          |      |                                   |
| 10 | Кашин          | Кашинский гор.округ       | Кашинский гор.округ         | ↗14 113          | 1238                          | 1238          |      |                                   |
| 11 | Кимры          | гор.округ город Кимры     | гор.округ город Кимры,      | ↘40 875          | 1546                          | 1917          |      | Кимра                             |
| 12 | Конаково       | Конаковский мун.район     | Конаковский мун.район       | ↘33 560          | 1806                          | 1937          |      | Кузнецово (до 1929)               |
| 13 | Красный Холм   | Краснохолмский мун.округ  | Краснохолмский мун.округ    | ↗4998            | 1518                          | 1776          |      |                                   |
| 14 | Кувшиново      | Кувшиновский мун.район    | Кувшиновский мун.район      | ↗9262            | 1624                          | 1938          |      |                                   |
| 15 | Лихославль     | Лихославльский мун.округ  | Лихославльский мун.округ    | ↘11 017          | 1624                          | 1925          |      |                                   |
| 16 | Нелидово       | Нелидовский гор.округ     | Нелидовский гор.округ       | ↗18 603          | 1900                          | 1924          |      |                                   |
| 17 | Осташков       | Осташковский гор.округ    | Осташковский гор.округ      | ↗16 674          | 1371                          | 1770          |      | Кличен                            |
| 18 | Ржев           | гор.округ город Ржев      | гор.округ город Ржев,       | ↘52 619          | 1216                          | 1216          |      | Ржева Володимирова, Ржевка, Ржов. |
| 19 | Старица        | Старицкий мун.район       | Старицкий мун.район         | ↘6938            | 1297                          | 1297          |      | Городок, Городеск                 |
| 20 | Тверь          | гор.округ город Тверь     | гор.округ город Тверь,      | ↘412 806         | 1135                          | 1135          |      | Калинин (1932—1990)               |
| 21 | Торжок         | гор.округ город Торжок    | гор.город город Торжок,     | ↘41 116          | 1139                          | 1139          |      | Новый Торг                        |
| 22 | Торопец        | Торопецкий мун.район      | Торопецкий мун.район        | ↘11 441          | 1074                          | 1074          |      |                                   |
| 23 | Удомля         | Удомельский гор.округ     | Удомельский гор.округ       | ↘25 950          | 1478                          | 1981          |      |                                   |

### Населённые пункты, утратившие статус города
Сохранились, но потеряли статус города:
- Вертязин — ныне село Городня. Город в XIV—XVI веках.
- Погорелое Городище — ныне село. Город до 2-й половины XVIII века.

Уничтоженные:
- Корчева — затоплен Иваньковским водохранилищем в 1937 году. Город с 1781 года.

## Посёлки городского типа
| №  | название          | район / округ / ЗАТО      | мун.район / гор./мун. округ | население (чел.) | основание / первое упоминание | статус пгт | герб | прежние названия     |
| -- | ----------------- | ------------------------- | --------------------------- | ---------------- | ----------------------------- | ---------- | ---- | -------------------- |
| 1  | Белый Городок     | Кимрский мун.район        | Кимрский мун.район          | ↗2022            | 1364                          | 1954       |      |                      |
| 2  | Васильевский Мох  | Калининский мун.район     | Калининский мун.район       | ↗2309            | 1920-е                        | 1934       |      |                      |
| 3  | Великооктябрьский | Фировский мун.район       | Фировский мун.район         | ↗2068            | 1832                          | 1941       |      | Цнинский завод       |
| 4  | Жарковский        | Жарковский мун.район      | Жарковский мун.район        | ↗2952            | 1920-е                        | 1950       |      | Жарки                |
| 5  | Изоплит           | Конаковский мун.район     | Конаковский мун.район       | ↘1197            |                               | 1946       |      |                      |
| 6  | Калашниково       | Лихославльский мун.район  | Лихославльский мун.район    | ↘4226            | 1779                          | 1932       |      |                      |
| 7  | Кесова Гора       | Кесовогорский мун.район   | Кесовогорский мун.район     | ↗3746            | 1238                          | 1975       |      |                      |
| 8  | Козлово           | Конаковский мун.район     | Конаковский мун.район       | ↘3022            | XIX век                       | 1958       |      |                      |
| 9  | Красномайский     | Вышневолоцкий гор.округ   | Вышневолоцкий гор.округ     | ↘4393            | 1859                          | 1925       |      | Ключинский           |
| 10 | Куженкино         | Бологовский мун.район     | Бологовский мун.район       | ↘1918            | 1583                          | 1939       |      |                      |
| 11 | Максатиха         | Максатихинский мун.район  | Максатихинский мун.район    | ↗7620            | 1545                          | 1928       |      |                      |
| 12 | Молоково          | Молоковский мун.округ     | Молоковский мун.округ       | ↗1798            | 1568                          | 1988       |      |                      |
| 13 | Новозавидовский   | Конаковский мун.район     | Конаковский мун.район       | ↘5723            |                               | 1925       |      |                      |
| 14 | Озёрный           | округ ЗАТО Озёрный        | гор.округ ЗАТО Озёрный,     | ↘9951            | 1972                          | 1992       |      | Выползово, Бологое-4 |
| 15 | Оленино           | Оленинский мун.округ      | Оленинский мун.округ        | ↗4704            | 1898                          | 1938       |      |                      |
| 16 | Орша              | Калининский мун.район     | Калининский мун.район       | ↘1974            | 1955                          | 1974       |      |                      |
| 17 | Пено              | Пеновский мун.округ       | Пеновский мун.округ         | ↘3359            | 1905                          | 1930       |      |                      |
| 18 | Радченко          | Конаковский мун.район     | Конаковский мун.район       | ↘1172            | 1921                          | 1939       |      | Тос (до 1965)        |
| 19 | Рамешки           | Рамешковский мун.округ    | Рамешковский мун.округ      | ↗4102            | 1551                          | 1979       |      |                      |
| 20 | Редкино           | Конаковский мун.район     | Конаковский мун.район       | ↘9634            | XVI век                       | 1939       |      |                      |
| 21 | Сандово           | Сандовский мун.округ      | Сандовский мун.округ        | ↗3106            | 1500                          | 1967       |      | Орудово (до 1929)    |
| 22 | Селижарово        | Селижаровский мун.округ   | Селижаровский мун.округ     | ↗5931            | 1504                          | 1937       |      |                      |
| 23 | Солнечный         | округ ЗАТО Солнечный      | гор.округ ЗАТО Солнечный    | ↘1840            | 1928                          |            |      |                      |
| 24 | Сонково           | Сонковский мун.район      | Сонковский мун.район        | ↘3553            | 1870                          | 1927       |      | Савелино (до 1903)   |
| 25 | Спирово           | Спировский мун.округ      | Спировский мун.округ        | ↘5194            | 1545                          | 1932       |      |                      |
| 26 | Старая Торопа     | Западнодвинский мун.округ | Западнодвинский мун.округ   | ↘1603            | 1870                          | 1974       |      |                      |
| 27 | Суховерково       | Калининский мун.район     | Калининский мун.район       | ↘562             | 1955                          | 1958       |      |                      |
| 28 | Фирово            | Фировский мун.район       | Фировский мун.район         | ↗2010            | 1545                          | 1947       |      |                      |

### Населённые пункты, утратившие статус пгт
- Андреаполь — пгт с 1938 года. Преобразован в город в 1967 году.
- Березайка — пгт с 1938 года. Преобразован в сельский населённый пункт в 2005 году.
- Весьегонск — пгт с 1939 года (до этого был городом). Преобразован в город в 1953 году.
- Выползово — пгт с 1939 года. Преобразован в сельский населённый пункт в 2005 году.
- Западная Двина — пгт с 1925 года. Преобразован в город в 1937 году.
- Конаково (до 1930 — Кузнецово) — пгт с 1925 года. Преобразован в город в 1937 году.
- Кувшиново — пгт с 1925 года. Преобразован в город в 1938 году.
- Нелидово — пгт с 1938 года. Преобразован в город в 1949 году.
- Сахарово — пгт с 1972 года. Включён в состав города Тверь в 2004 году.
- Селище — пгт с 1940 года. Преобразован в сельский населённый пункт в 2001 году.
- Труд — пгт с 1947 года. Преобразован в сельский населённый пункт в 2000 году.
- Удомля — пгт с 1961 года. Преобразован в город в 1981 году.